# Smithtown (Nova York)
Smithtown és una concentració de població designada pel cens dels Estats Units a l'estat de Nova York. Segons el cens del 2000 tenia 26.901 habitants.

## Demografia
Segons el cens del 2000, Smithtown tenia 26.901 habitants, 8.815 habitatges, i 7.245 famílies. La densitat de població era de 875 habitants per km².
Dels 8.815 habitatges en un 38,3% hi vivien nens de menys de 18 anys, en un 72,2% hi vivien parelles casades, en un 0% dones solteres, i en un 17,8% no eren unitats familiars. En el 14,9% dels habitatges hi vivien persones soles el 7,6% de les quals corresponia a persones de 65 anys o més que vivien soles. El nombre mitjà de persones vivint en cada habitatge era de 2,96 i el nombre mitjà de persones que vivien en cada família era de 3,29.
Per edats la població es repartia de la següent manera: un 26,1% tenia menys de 18 anys, un 5% entre 18 i 24, un 30,1% entre 25 i 44, un 24,3% de 45 a 60 i un 14,6% 65 anys o més.
L'edat mediana era de 39 anys. Per cada 100 dones de 18 o més anys hi havia 90,2 homes.
La renda mediana per habitatge era de 81.272 $ i la renda mediana per família de 88.235 $. Els homes tenien una renda mediana de 62.802 $ mentre que les dones 38.315 $. La renda per capita de la població era de 31.521 $. Entorn del 2% de les famílies i el 3,1% de la població estaven per davall del llindar de pobresa.